# Bobrov
Bobrov (Hongaars: Bobró) is een Slowaakse gemeente in de regio Žilina, en maakt deel uit van het district Námestovo.
Bobrov telt 1.625 inwoners.